# Östlicher Langenberg
Der Östliche Langenberg ist ein 1987 ausgewiesenes und 28 ha großes Naturschutzgebiet im Gebiet der niedersächsischen Stadt Bad Harzburg im Landkreis Goslar. Es liegt auf dem Langenberg.
Das Naturschutzgebiet liegt im Westen des Stadtgebiets von Bad Harzburg auf dem Ostteil des Langenberges zwischen den Ortsteilen Harlingerode, Schlewecke und Göttingerode. Der Berg ist ein dem Harz vorgelagerter Kalkhügel, dessen flachgründige, trockene Kuppe und ein Teil des nach Süden exponierten Hangs von Halbtrockenrasen und wärmeliebenden Saumgesellschaften und Gebüschen besiedelt sind. Der Bereich ist teilweise von Hecken gegliedert. Die tiefgründigen Böden am Nordhang des Langenbergs werden überwiegend von Grünland eingenommen. Im Westen des Naturschutzgebietes ist eine forstwirtschaftlich genutzte Fläche zu finden.
Auf dem Langenberg sind alte Kalksteinbrüche zu finden, die sich zu vegetationsarmen sekundären Felsbiotopen entwickelt haben. Durch das Naturschutzgebiet führen mehrere Wege, die betreten werden dürfen.
Das Naturschutzgebiet hat das Kennzeichen NSG BR 083 und wird mit der CDDA-Nr. 164966 geführt. Es steht seit dem 17. März 1987 unter Naturschutz. Zuständige untere Naturschutzbehörde ist der Landkreis Goslar.
Nördlich und südlich des Naturschutzgebiets liegt das zweiteilige Landschaftsschutzgebiet Östlicher Langenberg (CDDA-Nr. 323587, 1984 ausgewiesen; 45 ha groß).